# أطعمة القنب
أطعمة القنب، والمعروفة أيضًا باسم المأكولات الممزوجة بالقنب، هي عناصر غذائية (إما مصنوعة منزليًا أو يتم إنتاجها تجاريًا) تحتوي على كانابينويدات مفككة الكربوكسيل (أحماض الكانابينويد التي تحولت إلى شكلها النشط بيولوجيًا عن طريق الفم) من مستخلص القنب كمكون نشط.
تُعد المأكولات وسيلة لاستهلاك القنب. على عكس التدخين، حيث يتم استنشاق الكانابينويدات إلى الرئتين وتنتقل بسرعة إلى مجرى الدم، لتصل إلى ذروتها في حوالي عشر دقائق وتتلاشى خلال ساعتين، قد تستغرق مأكولات القنب ساعات لهضمها، وقد تصل تأثيراتها إلى ذروتها بعد ساعتين إلى ثلاث ساعات من الاستهلاك وتستمر لمدة حوالي ست ساعات. نوع الطعام أو الشراب المستخدم قد يؤثر على توقيت وقوة الجرعة المبتلعة.
تحتوي معظم المأكولات على كمية كبيرة من التتراهيدروكانابينول (THC)، والذي يمكن أن يسبب مجموعة واسعة من التأثيرات، بما في ذلك: زيادة الإدراك الحسي، الاسترخاء، النعاس، الدوار، جفاف الفم، النشوة، الشعور بالانفصال عن الذات و/أو فقدان الواقع، الهلوسة، البارانويا، وانخفاض أو زيادة القلق. تُستهلك المأكولات الغنية بالـ THC لأغراض ترفيهية وطبية. تحتوي بعض المأكولات على كمية ضئيلة من الـ THC وتكون غنية بكانابينويدات أخرى، وأكثرها شيوعًا الكانابيديول (CBD). السمة الرئيسية للمأكولات القنبية هي أنها تستغرق وقتًا أطول لتؤثر على المستخدمين مقارنة بالقنب المدخن.

## تاريخ
ظهر أول ذكر للمأكولات القنب في أوروبا في كتاب طبخ بعنوان De honesta voluptate et valetudine، والذي يُترجم إلى "عن المتعة الشريفة والصحة"، كتبه بارتولوميو بلاتينا في عام 1465.
وظهرت أول وصفة لمأكولات القنب في الولايات المتحدة في أوائل الستينيات في كتاب طبخ بعنوان The Alice B. Toklas Cook Book كتبته أليس ب. توكلاس. تُسمى الوصفة "حلوى الحشيش" وكانت في الواقع من إسهام صديق أليس المقرب، بريون جيسين. على الرغم من حذفها من الطبعات الأمريكية الأولى، أصبح اسم توكلاس و"البراونيز" الخاص بها مرادفًا للقنب في ثقافة الستينيات المضادة الناشئة. منذ ذلك الحين، نُشرت العديد من كتب الطبخ الخاصة بالقنب.
في بعض الولايات الأمريكية التي شرّعت القنب، شهدت المأكولات ارتفاعًا كبيرًا في المبيعات. بما أن المأكولات غالبًا ما تُشبه الحلوى العادية، يمكن أن يتناولها الأطفال عن طريق الخطأ. بين عامي 2009 و2015، بعد تقنين القنب في كولورادو، زاد عدد الأطفال دون سن العاشرة الذين عولجوا في المستشفيات أو مراكز السموم بسبب التعرض للقنب بخمسة أضعاف. كانت المأكولات متورطة في أكثر من نصف هذه الحالات. الاختلافات في الجرعات وتأخر بدء التأثيرات (مما يؤدي إلى تناول جرعات إضافية) يمكن أن تسبب أيضًا جرعة زائدة، خاصة عند الأطفال والمستخدمين عديمي الخبرة. زادت مكالمات مراكز مكافحة السموم بشكل كبير منذ عام 2008 بسبب تناول الكلاب للمأكولات القنب . في كندا، تم تقنين المنتجات الغذائية الممزوجة بالقنب في أكتوبر 2018.